# Ковачова, Ивана
Ивана Ковачова (словац. Ivana Kováčová; род. 24 февраля 1992, Братислава) — словацкая гимнастка, участница Олимпийских игр и чемпионатов мира. Специализируется на разновысоких брусьях и бревне.

## Биография
Ивана Ковачова родилась 24 февраля 1992 года.

## Карьера
Ивана Ковачова тренировалась под руководством Нади Миклошовой в клубе AŠK Inter Bratislava.
Она приняла участие на чемпионате мира по спортивной гимнастике 2007 года в Штутгарте и прошла отбор на летние Олимпийские игры 2008 года в Пекине.
На Олимпиаде Ивана Ковачова выступила в квалификации в личном многоборье и в двух отдельных видах — бревне и разновысоких брусьях. Ковачова стала лишь 91-й в квалификации в комбинации четырёх видов с суммой 24,850 и не прошла в финал. Словацкая гимнастка также не сумела выйти в финальную стадию на отдельных видах, став 78-й на брусьях с оценкой 12,500 и 81-й на бревне с оценкой 12,350.
Ивана Ковачова выступила на чемпионате мира по спортивной гимнастике 2009 года в Лондоне, где стала 112-й в квалификации в личном первенстве (25,250), 64-й на брусьях (12,000) и 33-й на бревне (13,250).
На чемпионате Европы 2010 года в Бирмингеме заняла шестнадцатое место в квалификации на брусьях и 68-е на бревне, выступая без поддержки тренера, которая ранее получила травму.